# Habertürk TV
Habertürk TV ist ein türkischer Nachrichtensender.

## Geschichte
Der Sender wurde 2001 vom Journalisten Ufuk Güldemir (1956–2007) gegründet. 2007 kaufte die Ciner-Mediengruppe den Fernsehsender auf. Chefredakteur wurde danach Erdoğan Aktaş (2008–2009). Ihm folgten Yiğit Bulut (2009–2012) und Erhan Çelik (2013–2016). Seit Januar 2016 ist Veyis Ateş, vormals Leiter des Hauptstadtbüros in Ankara, Chefredakteur.
Es gibt viele personelle Überschneidungen zur im selben Verlag erscheinenden Tageszeitung Habertürk. Einige der bekanntesten Gesichter des Senders wie Fatih Altaylı und Murat Bardakçı sind zugleich als Autoren der Zeitung tätig. Weitere besonders prominente Gesichter sind die Talkshow-Moderatorinnen Didem Arslan Yılmaz und Balçiçek İlter sowie Chefredakteur Veyis Ateş, der zugleich die Hauptnachrichtensendung präsentiert.

## Einflussnahme durch die Regierung
Im Zuge des Korruptionsskandals 2013/14 wurde ein illegal mitgeschnittenes Telefongespräch zwischen dem damaligen Ministerpräsidenten Erdoğan und dem stellvertretenden Vorstandsvorsitzenden der Ciner-Holding Fatih Saraç bekannt. Das Gespräch wurde während der Gezi-Proteste im Juni 2013 mitgeschnitten. In der Aufnahme war zu hören, wie sich Erdoğan darüber beschwerte, dass im Nachrichtenlaufband des Senders Habertürk TV ausführlich über eine Stellungnahme des Oppositionspolitikers Devlet Bahçeli (MHP) zum Thema berichtet wurde. Unmittelbar nach dem Gespräch wurde die betreffende Meldung entfernt. Erdoğan habe den Medienmanager, so urteilte der Tagesspiegel-Journalist Thomas Seibert, wie einen „Untergebenen“ behandelt. Auf einer Pressekonferenz vom Zaman-Journalisten Ahmet Dönmez darauf angesprochen, gab Erdoğan den Anruf zu und rechtfertigte sich damit, dass er gegen „Beleidigungen“ habe vorgehen müssen.